# Canton de Saint-Pierre-2
Pour les articles homonymes, voir Canton de Saint-Pierre (homonymie).
Le canton de Saint-Pierre-2 est une circonscription électorale française de l'île de La Réunion, département et région d'outre-mer français de l'océan Indien.

## Histoire
Le canton a été créé par la loi no 49-1102 du 2 août 1949.
Un nouveau découpage territorial de la Réunion entre en vigueur à l'occasion des premières élections départementales suivant le décret du 21 février 2014. Les conseillers départementaux sont, à compter de ces élections, élus au scrutin majoritaire binominal mixte. Les électeurs de chaque canton élisent au Conseil départemental, nouvelle appellation du Conseil général, deux membres de sexe différent, qui se présentent en binôme de candidats. Les conseillers départementaux sont élus pour 6 ans au scrutin binominal majoritaire à deux tours, l'accès au second tour nécessitant 12,5 % des inscrits au 1er tour. En outre, la totalité des conseillers départementaux est renouvelée. Ce nouveau mode de scrutin nécessite un redécoupage des cantons dont le nombre est divisé par deux avec arrondi à l'unité impaire supérieure si ce nombre n'est pas entier impair, assorti de conditions de seuils minimaux. À la Réunion, le nombre de cantons passe ainsi de 49 à 25.
Le canton de Saint-Pierre-2 est redécoupé par ce décret. Il est entièrement inclus dans l'arrondissement de Saint-Pierre. Le bureau centralisateur est situé à Saint-Pierre.

## Représentation

### Représentation avant 2015
| Période                                  | Période      | Identité              | Étiquette    | Qualité                                                                                    |
| ---------------------------------------- | ------------ | --------------------- | ------------ | ------------------------------------------------------------------------------------------ |
| 1951                                     | 1964         | Paul-Alfred Isautier  | RI           | Directeur général de société Sénateur (1959-1974) Maire de Saint-Pierre (1966-1982)        |
| 1964                                     | 1966         | Pierre-Raymond Hoarau | UNR          | Notaire Maire de Saint-Pierre (1959-1966)                                                  |
| 1966                                     | 1970         | François Isautier     | DVD          |                                                                                            |
| 1970                                     | 1976         | Roland Hoarau         | Centriste    |                                                                                            |
| 1976                                     | 1984 (décès) | Paul-Alfred Isautier  | RI           | Ancien directeur général de société Sénateur (1959-1974) Maire de Saint-Pierre (1966-1982) |
| 1984                                     | 2015         | André-Maurice Pihouée | RPR puis UMP | Médecin radiologue Député (1993-1997) Conseiller municipal de Saint-Pierre                 |
| Les données manquantes sont à compléter. |              |                       |              |                                                                                            |

### Représentation depuis 2015
| Période élective | Période élective | Mandat | Mandat   | Identité           | Nuance | Nuance | Qualité                                                                      |
| ---------------- | ---------------- | ------ | -------- | ------------------ | ------ | ------ | ---------------------------------------------------------------------------- |
| 2015             | 2021             | 2015   | 2021     | Béatrice Sigismeau |        | LR     | Secrétaire départementale du parti LR Conseillère municipale de Saint-Pierre |
| 2015             | 2021             | 2015   | 2021     | Philippe Potin     |        | LR     | Chef d'entreprise à Saint-Pierre                                             |
| 2021             | 2028             | 2021   | en cours | Philippe Potin     |        | LR     | Conseiller sortant, 15ème Vice-Président du conseil départemental            |
| 2021             | 2028             | 2021   | en cours | Béatrice Sigismeau |        | LR     | Conseillère sortante, 3ème Vice-Présidente du conseil départemental          |

### Résultats détaillés

#### Élections de mars 2015
À l'issue du 1er tour des élections départementales de 2015, deux binômes sont en ballotage : Béatrice Sigismeau et Philippe Potin (UMP, 63,21 %) et Virginie Gobalou et Nazir Valy (Union de la Gauche, 18,05 %). Le taux de participation est de 41,75 % (12 427 votants sur 29 763 inscrits) contre 43,81 % au niveau départemental et 50,17 % au niveau national.
Au second tour, Béatrice Sigismeau et Philippe Potin (UMP) sont élus avec 69,54 % des suffrages exprimés et un taux de participation de 47,87 % (8 719 voix pour 14 281 votants pour 29 833 inscrits).

#### Élections de juin 2021
Le premier tour des élections départementales de 2021 est marqué par un très faible taux de participation (33,26 % au niveau national). Dans le canton de Saint-Pierre-2, ce taux de participation est de 35,21 % (10 823 votants sur 30 737 inscrits) contre 36,5 % au niveau départemental. À l'issue de ce premier tour, deux binômes sont en ballottage : Philippe Potin et Béatrice Sigismeau (LR, 56,92 %) et Adolphe Boyer et Graziella Yeng-Seng Née Camele (binôme écologiste, 15,17 %).

## Composition

### Composition avant 2015
Le canton de Saint-Pierre-2 était constitué d'une partie de la commune de Saint-Pierre.

### Composition depuis 2015
| Nom                                  | Code Insee | Intercommunalité                                   | Superficie (km2) | Population (dernière pop. légale)                | Densité (hab./km2) | Modifier                                    |
| ------------------------------------ | ---------- | -------------------------------------------------- | ---------------- | ------------------------------------------------ | ------------------ | ------------------------------------------- |
| Saint-Pierre (bureau centralisateur) | 97416      | CA Communauté intercommunale des Villes solidaires | 95,99            | Fraction : 38 115 (2022) Commune : 85 254 (2022) | 888                | modifier les données · modifier les données |
| Canton de Saint-Pierre-2             | 97421      |                                                    |                  | 38 115 (2022)                                    |                    | modifier les données                        |

Le canton comprend la partie de la commune de Saint-Pierre située :
1. à l'est d'une ligne définie par l'axe des voies et limites suivantes : depuis le littoral, cours d'eau Ravine-Blanche, canal Saint-Etienne (direction Nord-Ouest), segment de 596 mètres reliant les deux points de longitude et latitude respectives 340614,51/7642539,83 et 341004,62/7642990,43, route de la Ligne-Paradis (direction Nord-Ouest), segment de 187 mètres reliant les deux points de longitude et latitude respectives 340869,57/7643077,30 et 341019,93/7643189,08, cours d'eau Bras-de-Douane (direction Nord), ligne de 243 mètres reliant les trois points de longitude et latitude respectives 341180,78/7643423,31, 341293,35/7643544,58 et 341246,12/7643606,15, chemin bordier (direction Nord-Est), cours d'eau Bras-de-Douane (direction Nord), segment de 833 mètres reliant les deux points de longitude et latitude respectives 341695,62/7644053,94 et 342193,70/7643386,28, cours d'eau Ravine-Blanche (direction Nord-Est), segment de 163 mètres reliant les deux points de longitude et latitude respectives 342202,90/7643393,78 et 342303,83/7643265,43, chemin Belhomme (direction Nord-Est), ligne de 999 mètres reliant les trois points de longitude et latitude respectives 342374,80/7643328,99, 342486,53/7643127,13 et 343188,90/7642815,65, chemin de la Salette (direction Nord-Est), segment de 1 283 mètres reliant les deux points de longitude et latitude respectives 343227,94/742855,46 et 344205,44/7642024,68, cours d'eau Rivière-d'Abord (direction Nord), jusqu'à la limite territoriale de la commune du Tampon ;
2. à l'ouest d'une ligne définie par l'axe des voies et limites suivantes : depuis le littoral, cours d'eau Ravine-des-Cafres, chemin du Bassin Plat (direction Ouest), cours d'eau Ravine-des-Roches (direction Nord-Est), jusqu'à la limite territoriale de la commune du Tampon.

## Démographie
En 2022, le canton comptait 38 115 habitants, en évolution de −0,63 % par rapport à 2016 (La Réunion : +3,33 %, France hors Mayotte : +2,11 %).
| 2013   | 2018   | 2022   |
| ------ | ------ | ------ |
| 36 381 | 38 272 | 38 115 |